# Ноя (комарка)
Ноя (исп. Noya,  галис. Noia)  — район (комарка) в Испании, входит в провинцию Ла-Корунья в составе автономного сообщества Галисия.

## Муниципалитеты
1. Лоусаме
2. Ноя
3. Оутес
4. Пуэрто-дель-Сон